# Podîșce, Prîlukî
Podîșce (în ucraineană Подище) este un sat în așezarea urbană Ladan din raionul Prîlukî, regiunea Cernihiv, Ucraina.

## Demografie
Componența lingvistică a localității Podîșce
     Ucraineană (98,86%)
     Rusă (1,14%)
Conform recensământului din 2001, majoritatea populației localității Podîșce era vorbitoare de ucraineană (98,86%), existând în minoritate și vorbitori de rusă (1,14%).